# Malik Jabir
 Malik Jabir  (* 8. Dezember 1944 in Tamale) ist ein ghanaischer Fußballtrainer und ehemaliger -spieler.
Als Stürmer war er beim Verein Asante Kotoko  und in der ghanaischen Nationalmannschaft aktiv. Außerdem nahm er an den Olympischen Sommerspielen 1968 und 1972 teil.
Nach seiner Karriere als Spieler trainierte er die Vereine Asante Kotoko, ASFA-Yennenga Ouagadougou sowie die Nationalmannschaften seines Heimatlandes und Burkina Fasos. Aktuell arbeitet er als Technischer Berater beim nigerianischen Verein Kano Pillars.